# Марк Андрію
Марк Андрію (фр. Marc Andrieu; 19 вересня 1959, Кармо) — колишній французький регбіст та тренер. Любив грати на позиції крило та бути й самому центрі матчу.

## Спортивна кар'єра
Андрію перший раз вийшов на поле будучи гравцем команди Кармо. Це сталось у сезоні 1974—1975. Марк змінив команду лише у 1979, коли перейшов до Безьє Еро. У 1980, 1981 та 1983 роках здобув три титули чемпіона Франції. Двічі став фіналістом Шаленж Ів дю Мануар: 1980 і 1981.
У 1983 знову поміняв команду. Тим разом Марк став грати за клуб Нім. Від 1986 по 1990 був гравцем збірної Франції з регбі. Перший матч за збірну, в якому взяв участь Марк відбувся 7 червня 1986 року. Був то тестовий матч, де збірна Франції грала проти збірної Аргентини. За час перебування гравцем збірної здобув для неї 6 спроб та 24 бали. У 1988, 1989 і 1990 роках взяв участь у турнірі п'яти націй та двічі переміг: 1988 і 1989.
У 1987 році, його запрошено взяти участь у чемпіонаті світу з регбі. Там, він зіграв в двох матчах і здобув одну спробу. Після 10 років гри для Нім, Андрію вирішив закінчити свою спортивну кар'єру та стати тренером.

## Досягнення
Топ 14
- Переможець: 1880 (Тулуза), 1981 (Стад Багнере), 1983 (Стад Нісуа)

Шаленж Ів дю Мануар
- Фіналіст: 1980, 1981